# Barrel of a Gun
Barrel of a Gun  este o piesă a formației britanice Depeche Mode. Piesa a apărut pe albumul Ultra, în 1997.